# Гаррі Стенквіст
Гаррі Стенквіст (швед. Harry Stenqvist, 25 грудня 1893 — 9 грудня 1968) — шведський велогонщик.
Олімпійський чемпіон 1920 року в роздільній шосейній гонці, срібний призер 1920 року в роздільній командній гонці.